# Coenonympha viluiensis
Coenonympha viluiensis är en fjärilsart som beskrevs av Ménétriés 1859. Coenonympha viluiensis ingår i släktet Coenonympha och familjen praktfjärilar. Inga underarter finns listade i Catalogue of Life.